# Szakoly
Szakoly là một thị trấn thuộc hạt Szabolcs-Szatmár-Bereg, Hungary. Thị trấn này có diện tích 41,44 km², dân số năm 2010 là 2800 người, mật độ 68 người/km².